# Liubcova
Liubcova (serb. Љупкова) – wieś w Rumunii, w okręgu Caraș-Severin, w gminie Berzasca. W 2011 roku liczyła 1214 mieszkańców. 